# 杰堆寺
杰堆寺，又称杰拉康、吉拉康，位于西藏自治区拉萨市林周县春堆乡拉康村，是一座藏传佛教格鲁派寺院。

## 简介
杰堆寺位于林周县驻地以西、春堆乡的拉康村旁边。
1012年，杰堆寺由尚那囊·多杰旺秋创建。1239年，蒙古军队侵入西藏，在拉萨以北的杰拉康（杰堆寺）发生了一次规模并不很大的战斗，造成“杰拉康寺被焚毁，索敦等五百佛教僧人被杀”。多达那波攻打杰拉康，显示了蒙古军队雄厚的军事实力，西藏遂向蒙古军屈服。不久，多达那波便开始修复杰拉康的佛殿，以此示好西藏僧俗。
杰堆寺的布局是一封闭式方形庭院。主殿及庭院东侧的寺碑均很珍贵。主殿内的壁画从题材可知为晚期格鲁派风格的作品。
杰堆寺的寺碑和造像碑是该寺珍贵文物。寺碑立于1240年，该碑正面为藏文楷书，共计十四行227个字，碑文内容“劝导世人崇信佛法，习经中观，集利益广众之计，取分内之造化”。寺碑为当年侵入西藏的蒙古军队为弥补毁灭该寺之罪过，将该寺重修，并且立此碑以表达忏悔。
杰堆寺造像碑相传是在该寺创建之前从印度飞来。该造像碑的年代约在11世纪前后或更早时期。造像碑原是杰堆寺早年的主供像，文化大革命时因该寺被毁而埋入地下，1991年维修该寺时出土。该碑的艺术及文物价值都很高。造像碑宽0.95米，通高1.38米，厚0.09米，青灰色石质，顶呈拱形，两侧与背面平整，底部前凸，雕成覆莲，既为像座又为碑座（宽0.32米，高0.2米，长0.95米）。该碑正面中心为强巴佛（弥勒佛），高1.16米，头束高宝髻，顶上戴有花蕾，髻中央雕刻有一塔；佛像面目清秀，右手置于胸前，左手执莲（莲上有壶），赤足立在覆莲台上。弥勒佛像上部有兽面，相貌凶狠。弥勒佛像右侧稍上方有飞天，飞天下面阴刻藏文六字真言。碑中部的弥勒像后侧雕刻有飞檐翘角式的建筑，两端的屋角各有一条摩羯鱼，该建筑的两侧各有一只呈竖立状的狮子。碑下部弥勒像两侧还有3尊立像。其上部有阴刻藏文4行，意为“自显的弥勒佛吉祥”之类。碑面四周有连珠纹背光。像杰堆寺造像碑这样的造像碑在西藏是首次发现，为西藏现存很少的早期艺术品。
2012年，该寺的2名僧人被评为西藏自治区爱国守法先进僧尼。